# Psammogammarus bluefieldensis
Psammogammarus bluefieldensis is een vlokreeftensoort uit de familie van de Eriopisidae. De wetenschappelijke naam van de soort is voor het eerst geldig gepubliceerd in 1993 door Ortiz, Lalana & Beltran.